# 埃爾卡里索 (加利福尼亞州)
埃爾卡里索（英語：El Cariso）是位於美國加利福尼亞州河濱縣的一個非建制地區。該地的面積和人口皆未知。

## 地理
埃爾卡里索的座標為33°38′11″N 117°25′13″W / 33.63639°N 117.42028°W，而該地的平均海拔高度為447米（即1468英尺）。